# Institute of Human Origins
Das Institute of Human Origins (IHO, englisch für: Institut für die Ursprünge des Menschen) ist ein interdisziplinäres Forschungszentrum, dessen Ziel es ist, die Stammesgeschichte des Menschen zu rekonstruieren. Das Institut wurde im Jahr 1981 von Donald Johanson als Non-Profit-Organisation gegründet. Seit 1997 ist es dem College of Liberal Arts and Sciences der Arizona State University in Tempe, Arizona, angegliedert und gehört dort zur School of Human Evolution and Social Change. Zuvor hatte das Institut seinen Sitz in Berkeley, Kalifornien.
Das Institut wurde gegründet, nachdem Johanson Mitte der 1970er-Jahre in Äthiopien als Co-Direktor der International Afar Research Expedition u. a. Lucy, die sogenannte erste Familie und zahlreiche andere Fossilien von Australopithecus afarensis geborgen hatte und mit Hilfe des IHO weitere Forschungsgelder einwerben wollte. Tatsächlich wurden Forschungsprojekte in Äthiopien (im Bereich der Fundstätte Hadar) bis in die Gegenwart hinein fortgesetzt. Weitere Ausgrabungen finanzierte das Institut zum Beispiel in der Olduvai-Schlucht, wo 1986 das Fossil OH 62 von Homo habilis entdeckt wurde, in der Amud-Höhle und am Fundort der Pinnacle-Point-Menschen.
Heute widmet sich das Institute of Human Origins schwerpunktmäßig drei Gebieten:
- Mit Hilfe von Ausgrabungen sollen hominine Fossilien und archäologische Belege für die menschliche Evolution entdeckt, geborgen und analysiert werden, um anhand dieser Funde den Prozess der Menschwerdung sowie die mit ihm verbundenen geologischen und ökologischen Wechselwirkungen nachvollziehen zu können. Hierzu zählt auch die Ausbildung von paläoanthropologisch interessierten Studierenden.
- Durch gezielte Öffentlichkeitsarbeit soll das Wissen um die Ursprünge der Menschheit und dessen Bedeutung für die Gegenwart gefördert werden.
- Fachwissen soll bereitgestellt und – insbesondere über die eigene Website becominghuman.org – vermittelt werden, damit die Lehre von der menschlichen Evolution im Schulunterricht verbessert wird.

Das Institut wurde von 1981 bis 2009 von Donald Johanson geleitet; sein Nachfolger wurde der Paläoanthropologe William H. Kimbel, Vriginia M. Ullman Professor of Natural History and the Environment an der Arizona State University. Seit dem 1. Juli 2021 ist Yohannes Haile-Selassie Direktor des IHO.

## Belege
1. ↑  School of Human Evolution and Social Change. der Arizona State University.
2. ↑  Unearthing the fossil record of earliest human evolution. Research continues at our longest running field sites. (Memento vom 10. August 2021 im Internet Archive).
3. ↑  Eintrag Institute of Human Origins in: Bernard Wood (Hrsg.): Wiley-Blackwell Encyclopedia of Human Evolution. 2 Bände. Wiley-Blackwell, Chichester u. a. 2011, ISBN 978-1-4051-5510-6.
4. ↑  William H. Kimbel, Director of the Institute of Human Origins.
5. ↑  A History of Research and Discovery. Auf der Website des Institute of Human Origins, zuletzt abgerufen am 19. März 2022.